# Campolongo Tapogliano
Campolongo Tapogliano (friuli nyelven Cjamplunc Tapoian) település Olaszországban, Friuli-Venezia Giulia régióban, Udine megyében. Lakosainak száma 1096 fő (2023. január 1.). Campolongo Tapogliano Aiello del Friuli, Romans d'Isonzo, Ruda, San Vito al Torre és Villesse községekkel határos.

## Népesség
A település népességének változása:
| Lakosok száma | 1173 | 1155 | 1096 |
|               | 2017 | 2018 | 2023 |